# Char siu
Char siu é carne de porco marinada com uma mistura doce, enfiada em espetos e assada num forno, numa preparação típica da culinária de Cantão. É servida simples, para ser comida com arroz ou massa, ou agregada a uma sopa ou um assado.  Esta preparação foi considerada uma das 50 melhores iguarias do mundo (em 28º lugar) por uma pesquisa da CNN. 
A carne deve ser escolhida de acordo com a preferência: ou uma entremeada, cuja gordura dá sabor e consistência ao preparado, ou um lombo para quem prefere uma carne mais consistente, ou ainda um corte do pescoço, que tem características médias. A carne deve ser cortada em pedaços com cerca de 10 cm de espessura e marinada com uma mistura que inclui mel, maltose  (“maiya tang” (麦芽糖) en chinês), molho de hoisin, que é um condimento feito com soja torrada, misturada com um amido (batata-doce, trigo ou arroz), sal, alho e malagueta, molho de soja, vinho de rosas (玫瑰露酒, um licor de sorgo destilado com açúcar e pétalas de rosa, com cerca de 46% de álcool, usado principalmente para cozinhar ) e tempero dos “cinco-perfumes-chineses" (五香粉).
A mistura de condimentos é feita num wok, em lume brando e mexendo com frequência, até ficarem bem ligados. Depois de fria, reveste-se abundantemente com ela a carne de porco e deixa-se marinar pelo menos três horas à temperatura ambiente ou, de preferência, durante toda a noite na geleira.
Quando a carne temperada se encontra à temperatura ambiente, estende-se sobre uma grelha do forno e deixa-se assar em temperatura média durante 15 minutos de cada lado. Depois transfere-se a grelha para perto da resistência (ou outra fonte de calor) e deixa-se grelhar até ficar ligeiramente queimada. Corta-se em fatias finas e serve-se com o resto da marinada, com arroz branco ou massa cozida.

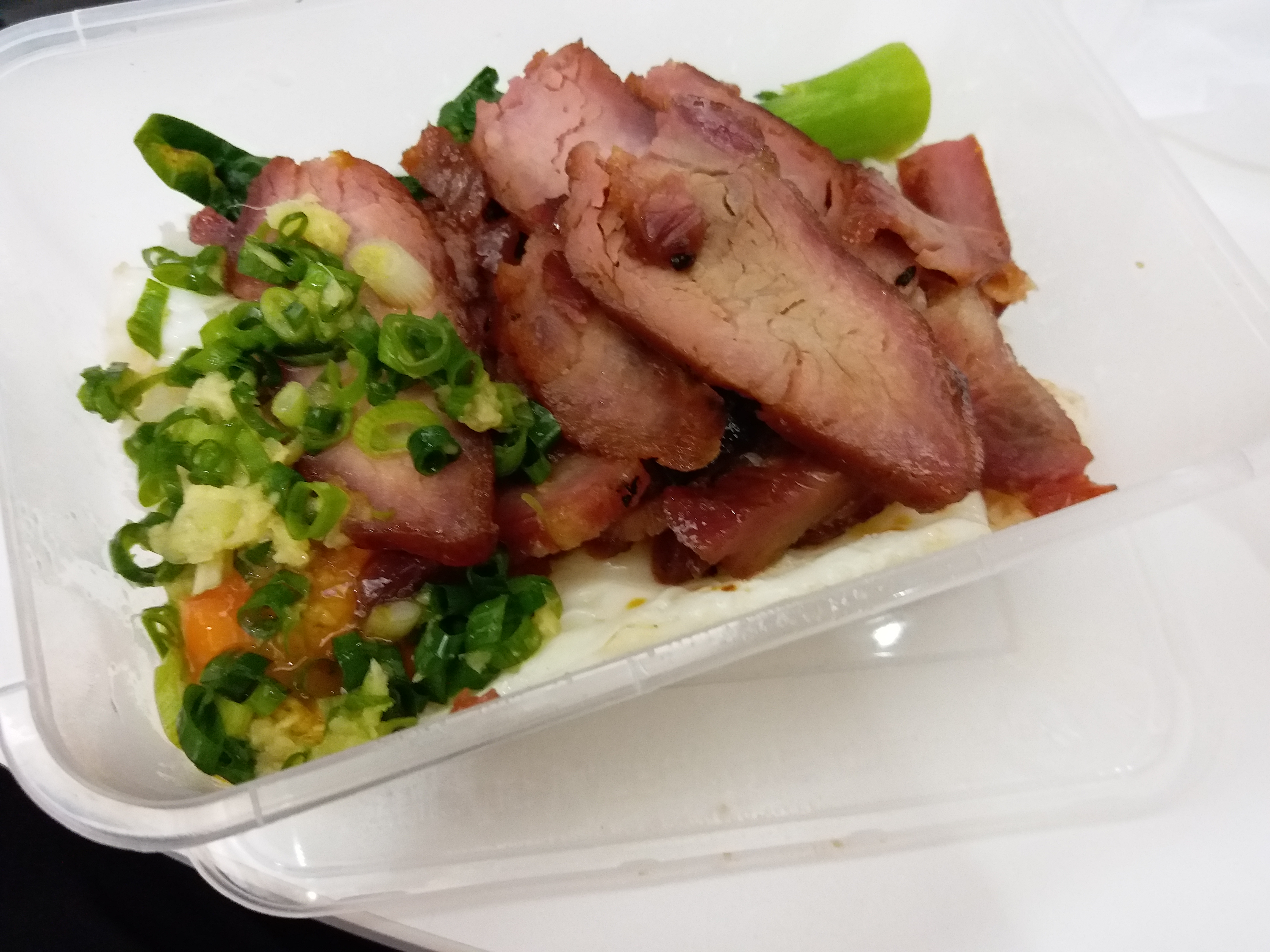